# Society Hill
Pour les articles homonymes, voir Society Hill (homonymie).
Society Hill est un quartier historique de Center City à Philadelphie, Pennsylvanie, États-Unis. Fondé au début des années 1680, Society Hill est l'un des plus anciens quartiers résidentiels de la ville. Après le déclin urbain entre la fin du XIXe et le début du XXe siècle, un programme de rénovation urbaine débute dans les années 1950, avec la restauration du quartier et de ses nombreux bâtiments historiques. Society Hill est depuis devenu l'un des quartiers les plus chers, avec le revenu moyen le plus élevé et la deuxième valeur immobilière la plus élevée de Philadelphie. L'architecture coloniale historique de Society Hill, ainsi que les efforts de planification et de restauration, ont conduit l'American Planning Association à le désigner en 2008, comme l'un des grands quartiers américains et un bon exemple de vie urbaine durable. Le recensement des États-Unis de 2010 y dénombre une population de 6 215 habitants.
Le quartier abrite l'une des plus grandes concentrations de bâtiments originaux du XVIIIe siècle et du début du XIXe siècle aux États-Unis,. Society Hill est connue pour ses réverbères Franklin,, ses trottoirs en briques, ses rues en pavés et en cobblestone, des pavés ronds, bordées de maisons de ville en briques de deux à quatre étages à l'architecture fédérale et géorgienne, et ses bâtiments publics se style Greek Revival tels que le Merchants' Exchange Building et l'Old Pine Street Church. Bien que le  Merchants' Exchange Building soit situé du côté nord de Walnut Street et qu’il puisse également être considéré comme faisant partie du quartier de Old City, les bâtiments des deux côtés de Walnut sont inclus dans le registre national des lieux historiques dans le quartier historique de Society Hill,, où Society Hill est inscrit  en qualité de district historique de Philadelphie.

## Étymologie

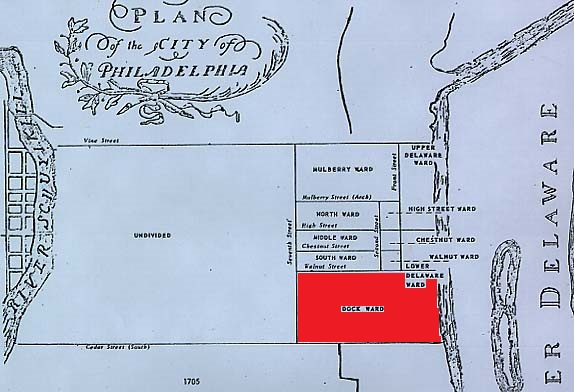
Plan de la ville montrant les quartiers en 1705-1785, avec Dock Ward en rouge.

Society Hill doit son nom à la Free Society of Traders du XVIIe siècle, dont les bureaux se trouvaient à Front Street, sur la colline au-dessus de Dock Creek. La Free Society of Traders est une société de marchands, de propriétaires fonciers et d'associés personnels de William Penn, qui se sont vus accorder des concessions spéciales afin de diriger l'économie de la jeune colonie.
Society Hill est initialement connue sous le nom de Dock Ward, le quartier des docks, une désignation appropriée jusqu'à la période qui a suivi la Seconde Guerre mondiale, lorsque l'industrie du transport maritime a décliné et s'est délocalisée,. Dock Ward, défini pour la première fois en 1705, est l'un des dix quartiers originaux que la ville utilisait pour subdiviser les terres à l'est de la 7th Street. Dans le cadre de la loi de consolidation de 1854, Dock Ward est rebaptisé 5th Ward (5ème quartier). Les quartiers sont réalignés en 1965 et les limites du 5th Ward ne correspondent plus aux limites de Society Hill.

## Géographie
La superficie de Society Hill est d'environ 0,254 milles carrés (162,56 acre). Bordant le fleuve Delaware, juste au sud de Old City et d'Independence Hall, Society Hill est définie comme étant délimitée par Walnut, Lombard, Front et 8th Streets. La Society Hill Civic Association subdivise ensuite Society Hill le long de Spruce Street et de la 4th Street en quadrants selon les points cardinaux : nord-est (NE), sud-est (SE), sud-ouest (SW) et nord-ouest (NW). Selon différentes sources, la variation dans la frontière exacte comprend l'extension de la limite orientale jusqu'au fleuve Delaware, la frontière sud jusqu'à South Street, la frontière nord jusqu'à Chestnut Street, ou la limitation de la frontière occidentale jusqu'à la 7th Street, rendant les limites coïncidentes avec les secteurs de recensement américains 10.01 et 10.02.
La Society Hill Civic Association inclut la zone à l’est de Front Street dans le périmètre de Society Hill et reconnaît les résidents des blocs 300 et 400 de Gaskill Stret et du bloc 500 de Front Ttreet (tous au sud de Lombard Street) comme faisant partie de Society Hill. L’inclusion de ces quelques blocs en dessous de Lombard Street est conforme aux limites méridionales, qui désignent les bâtiments se trouvant dans le quartier historique de Society Hill, par opposition au quartier de Society Hill. Google Maps indique que la frontière sud de Society Hill s’étend d’un bloc après Lombard Street jusqu’à South Street et que la frontière ouest se termine à la 7th Street au lieu de la 8e. Le Center City District a adopté les frontières de Google, mais a prolongé la frontière nord d’un bloc à Chestnut Street,.
LeSociety Hill Historic District a été inscrit au registre national des lieux historiques en 1971. En 1999, il a été inscrit au Registre des lieux historiques de Philadelphie,.

## Histoire

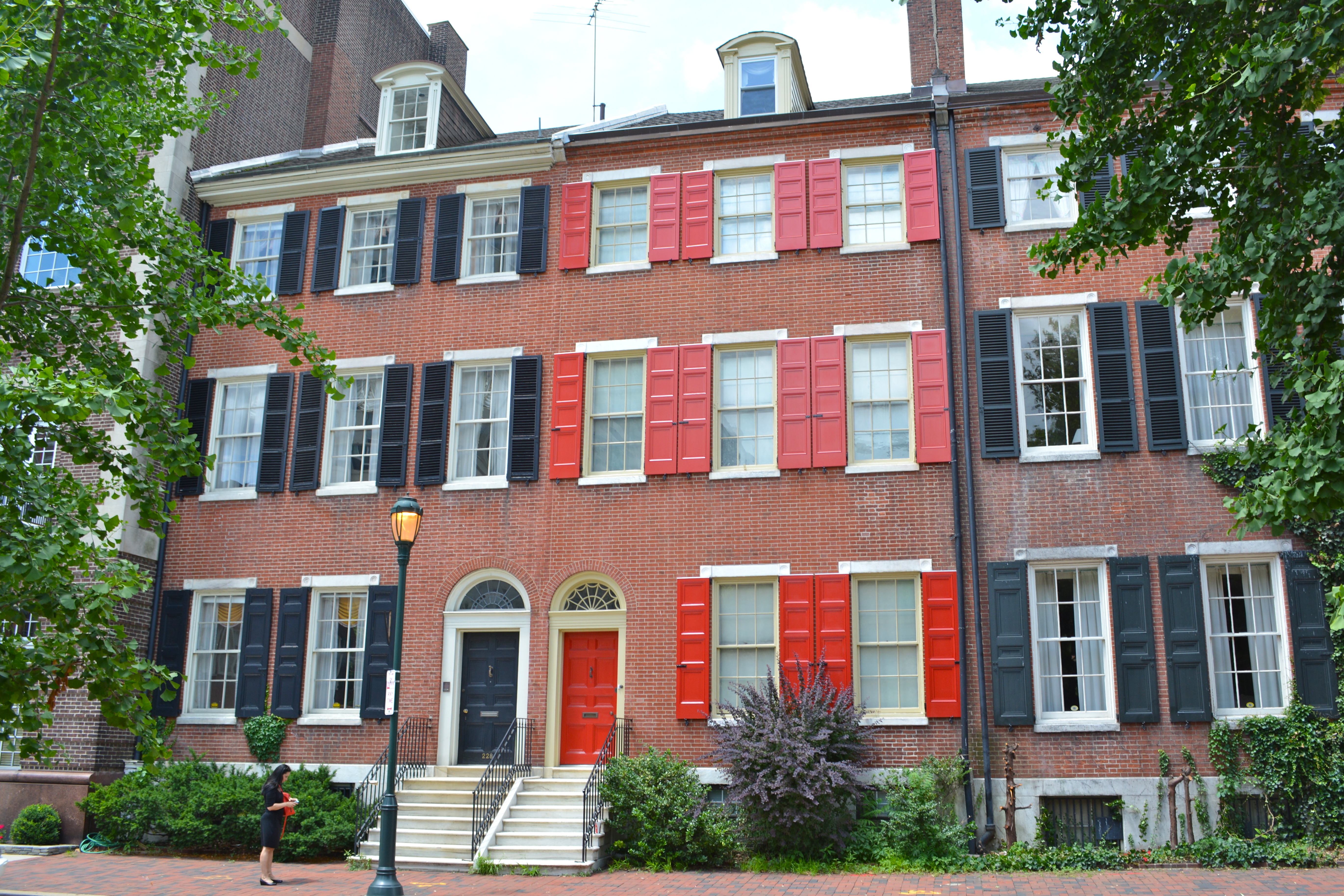
Washington Square.

Avec un accès privilégié au fleuve Delaware et aux bâtiments municipaux de Philadelphie, dont Independence Hall, le quartier est rapidement devenu l'une des zones les plus peuplées de la Philadelphie coloniale. Plusieurs marchés, tavernes et églises sont construits à côté des maisons en briques des citoyens aisés de Philadelphie.
Après la guerre d'indépendance des États-Unis, le Dock Creek pollué, qui a été utilisé comme égout public, devient Dock Street lorsque la ville comble le ruisseau et créé un nouveau marché de distribution alimentaire. Bien que les rues de Philadelphie soient soigneusement disposées en grille, l'arc de la nouvelle Dock Street, reliant Chestnut Street et Spruce Street entre l2sd Street et 3rd Street, doit sa forme inhabituelle au tracé de l'ancien ruisseau qui coulait vers la rivière.
Au XIXe siècle, la ville s'étend vers l'ouest et le quartier perd de son attrait. Les maisons se détériorent et, dans les années 1940, Society Hill est devenu un quartier de bidonville, l'un des pires de la ville.
Dans les années 1950, la ville, l’État et le gouvernement fédéral lancent l’un des premiers programmes de renouvellement urbain visant à la préservation des bâtiments historiques. Alors que la plupart des bâtiments commerciaux du XIXe siècle ont été démolis, des maisons d'importance historique sont restaurées par leurs occupants ou reprises par la Philadelphia Redevelopment Authority et vendues à des particuliers, qui ont accepté de restaurer les extérieurs. Des répliques de réverbères du XVIIIe siècle et de trottoirs en briques sont ajoutées pour renforcer l'atmosphère coloniale. Les terrains vides et les bâtiments démolis sont remplacés par des parcs, des promenades et des maisons de ville modernes.

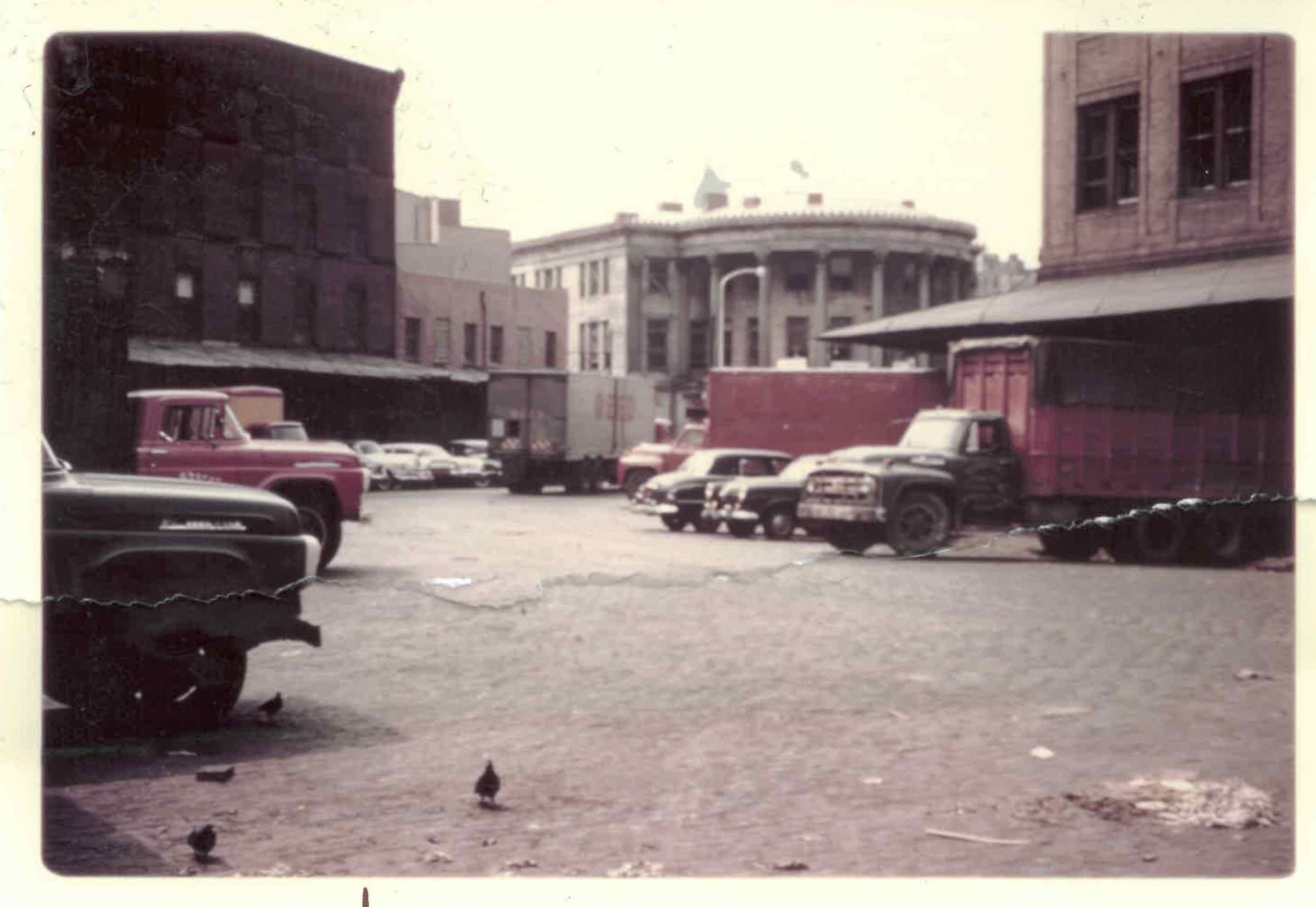
Dock Street Market en 1957.

Entre 1957 et 1959, le Greater Philadelphia Movement, la Redevelopment Authority et la Old Philadelphia Development Corporation achetent 31 acres (125 452,54902 m2)  autour de Dock Street. Ils démolissent et déplacent le marché de Dock Street, mettant de côté 5 acres (20 234,2821 m2) de terrain qui deviendront les Society Hill Towers. En 1957, Edmund Bacon, directeur exécutif de la Commission de planification de la ville de Philadelphie, attribue au cabinet d'architectes et promoteurs Webb and Knapp le concours pour le réaménagement de Society Hill. L'architecte Ieoh Ming Pei et son équipe conçoivent un plan pour trois tours de 31 étages et des bâtiments de faible hauteur. Le projet de tours et de maisons de ville est achevé en 1964, et l'ensemble du plan en 1977. L'architecte Louis Sauer conçoit des dizaines de projets de maisons de ville pour la zone autour de Society Hill, notamment Waverly Court et Penn's Landing Square.
Les bâtiments historiques de Society Hill comprennent la synagogue de Society Hill, construite en 1829 comme église baptiste par l'architecte de Philadelphie Thomas Walter, l'un des architectes du Capitole des États-Unis à Washington, DC. La synagogue a été inscrite au Registre national des lieux historiques en 1971. L'église Saint-Pierre de Philadelphie est un autre bâtiment remarquable, construite entre 1758 et 1761 par Robert Smith. La Congrégation Kesher Israël occupe et a rénové le bâtiment construit par l'Église universaliste en 1796, au 412 Lombard Street.

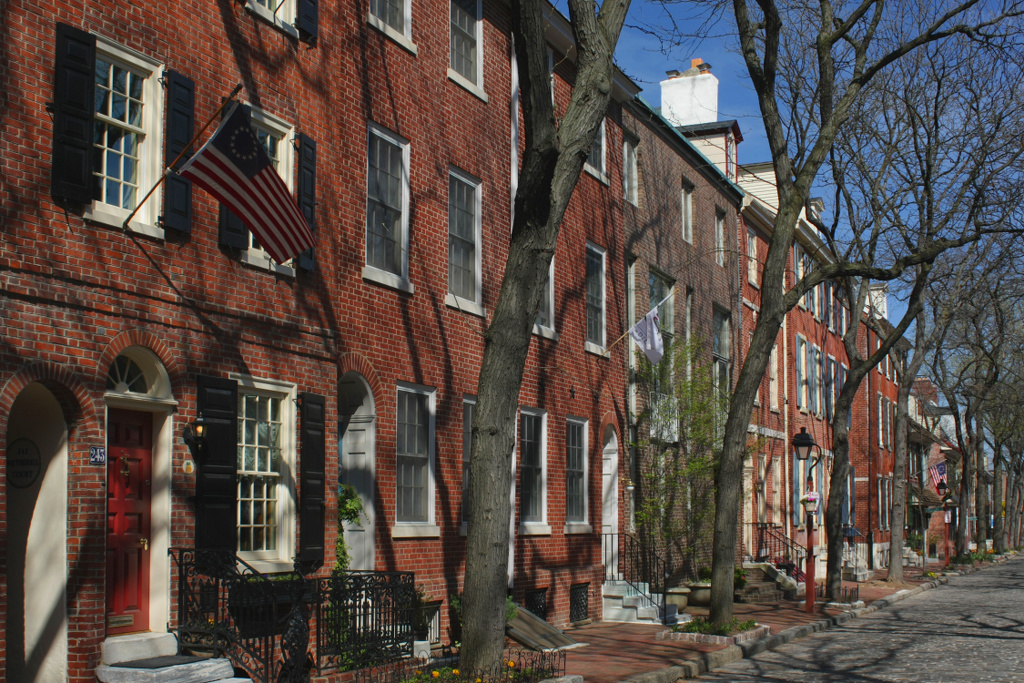
Delancey Street
Society Hill Towers
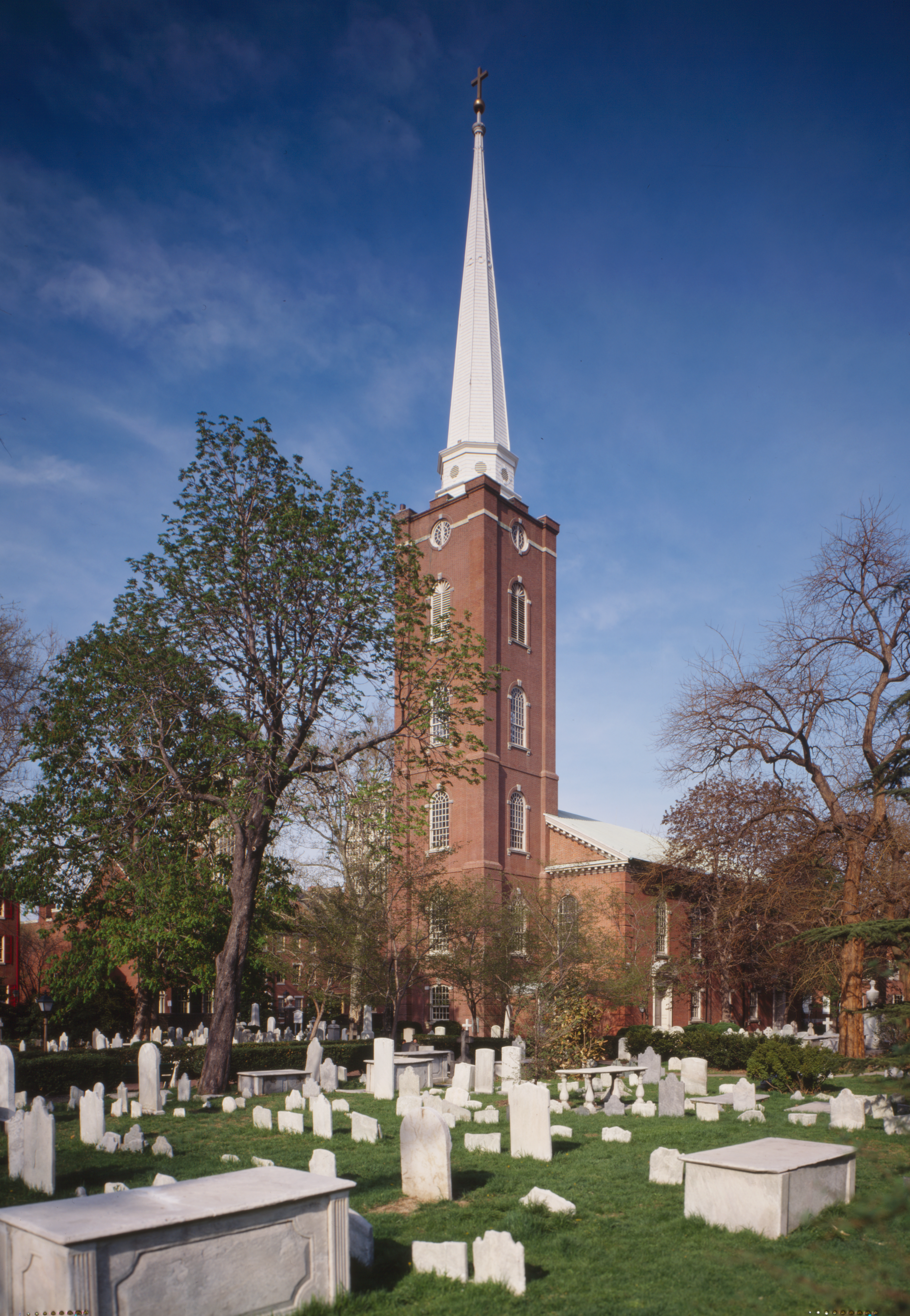
Église Saint-Pierre de Philadelphie
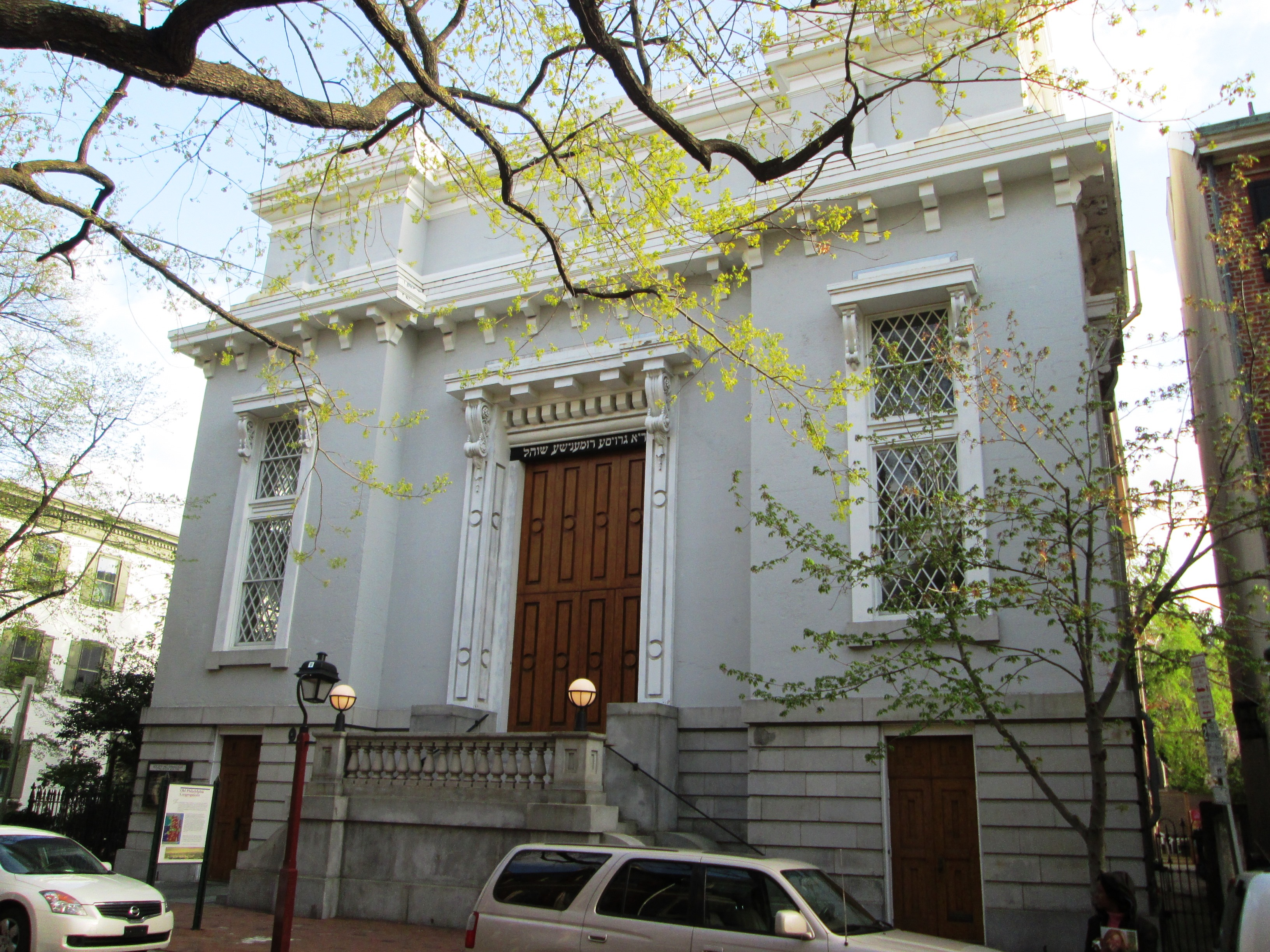
Synagogue
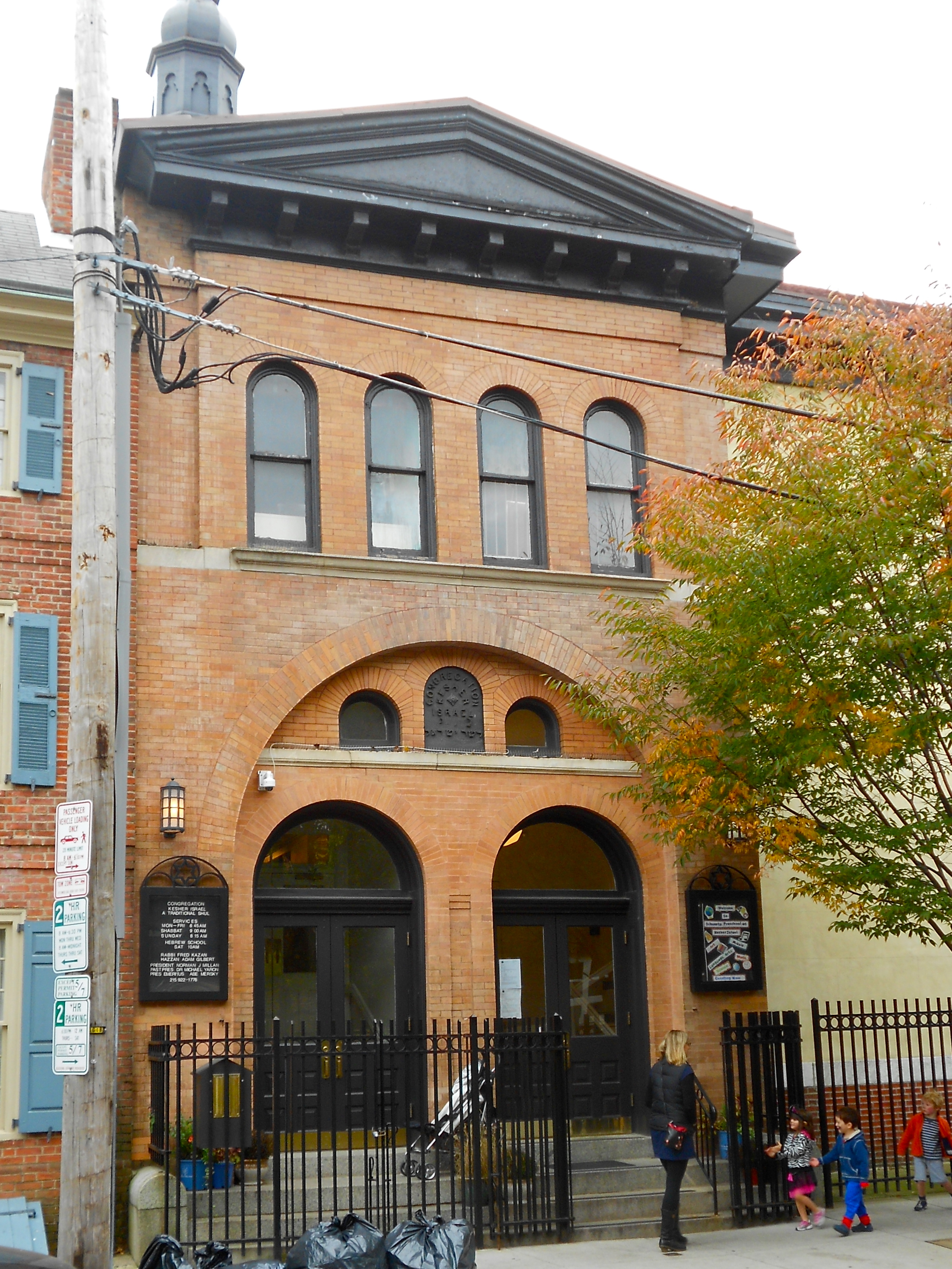
Bâtiment construit par l'Église universaliste en 1796, au 412 Lombard Street

Les nombreuses congrégations historiquement importantes de Society Hill reflètent la concrétisation de la maxime quaker de tolérance religieuse de William Penn.

## Personnalités résidentes
Society Hill est depuis longtemps un quartier populaire pour de nombreuses personnalités. Parmi les résidents notables passés et présents, on compte :
- Lynne Abraham (née en 1941), procureur de la ville de Philadelphie de mai 1991 à janvier 2010[2]
- Richard Allen (1760-1831)
- Baruch Samuel Blumberg (prix Nobel) (1925-2011)
- Richardson Dilworth (1898-1974)[22]
- Terry Gross (né en 1951)
- Alexandre Hamilton (1757-1804)[23]
- Thaddée Kosciuszko (1746-1817)[24]
- James Madison (1751-1836) et Dolley Madison (1768-1849) [25]
- John Penn (1729-1795)[2]
- Philip Syng (1768-1837), physicien
- Samuel Powel (1738-1793)[26]
- Wendell Pritchett, universitaire, juriste [27]
- Thomas Sully (1783-1872)[2]
- Chase Utley (né en 1978), joueur de baseball dans les ligues majeures[2],[28]

## Au cinéma
Siety Hill apparait dans:
- National Treasure (2004), le personnage de Nicolas Cage court dans les rues de Society Hill, le cimetière de l'église Old Pine Street et Headhouse Market[29]

- Sixième sens (1999)[2]